# فيي
42°01′26″N 12°24′05″E / 42.023888888889°N 12.401388888889°E
فِيِي (باللاتينية: Veii أو Veius، بالإيطالية؛ Veio) هي مدينة أثرية تقع في إيطاليا، تعود إلى العصر الإتروري تبعد 16 كلم شمال غرب العاصمة روما، أصبحت بعد ذلك مدينة مهمة أنثاء عصر روما القديمة وقد كانت أغنى المدن في مدن التحالف الإتروسكاني، واستمر وجودها كمدينة مهمة في روما حتى تم هدمها في سنة 396 ق م بأمر من الجنرال الروماني ماركوس فوريوس كاميلوس بعد معركة فيي [الإنجليزية]، عثر في هذه المدينة على أثار حضارية عدة منها معابد ومباني مهمة.